# Misha (woreda)
Pour les articles homonymes, voir Misha (homonymie).
Misha (anciennement Konteb) est un woreda de la zone Hadiya de la région Éthiopie du Centre. Ce district a 127 318 habitants en 2007 et son centre administratif est Morsito. Sa partie nord, détachée récemment sous le nom d'Ameka, comprend l'agglomération de Geja.
Recensé sous le nom de Konteb avec 287 430 habitants en 1994, le district englobe initialement son voisin Gibe et s'appelle Misha dès le début des années 2000. Gibe se détache de Misha au plus tard en 2007.
| Yem  | Enemor Ener | Endegagn      |
|      | Misha       | Merab Azernet |
| Gibe | Gomibora    | Limu          |

Son centre administratif, Morsito ou Morisito, se trouve 18 km au nord d'Hosaena, tandis que Geja est dans le nord du district,, à 30 km d'Hosaena.
Misha est recensé en 2007 dans son périmètre de l'époque comprenant encore Geja et le futur woreda Ameka. Sa population atteint alors 109 256 habitants dont 5 % de citadins qui sont les 4 005 habitants de Morsito et 1 934 habitants à Geja.
Plus de 71 % des habitants sont protestants, 25 % sont orthodoxes, 3 % sont musulmans et 1 % sont catholiques.
En 2022, la population est estimée sur le même périmètre à 173 844 personnes avec une densité de population de 479 personnes par km2 et 363 km2 de superficie,.
Entre-temps, au début des années 2020, le détachement de 188 km2 au bénéfice d'Ameka réduit à 175 km2 le territoire de Misha.
Ameka reprend tout le territoire au contact de la zone Gurage jusqu'à l'Omo et Yem. Le nouveau district a la particularité d'être presque coupé en son milieu par le woreda Gibe.
Les deux districts font partie de la région des nations, nationalités et peuples du Sud jusqu'au transfert de la zone Hadiya dans la région Éthiopie du Centre en 2023.